# Глорія (Бистриця)
Футбольна академія «Глорія» (Бистриця) або просто «Глорія» (рум. Academia de Fotbal Gloria Bistrița) — професіональний румунський футбольний клуб з міста Бистриця, повіт Бистриця-Несеуд, який виступає у четвертій лізі чемпіонату Румунії.

## Історія

Старий логотип клубу.

Клуб було засновано 6 липня 1922 року, серед його членів-засновників були: Сімон Сбарчя — президент клубу; Теофіл Молдован — секретар клубу; Іон Бота; Думітру Хара; Симон Поп; Іоан Арчіудян та інші члени адміністративного відділення.
На ранніх етапах історії клуб виступав під декількома назвами: «Кераміка» Бистриця (до початку Другої світової війни), КС «Бистриця» (по завершенні Другої світової війни) та «Прогресул» Бистриця (до 1956 року, коли команді повернули її початкову назву, «Глорія»).
У 1954 році команда вийшла о плей-оф Ліги II за право підвищитися в класі, але програла в ньому, також у цей період у складі «Глорії» виступали майбутні гравці національної збірної Румунії брати Мунтяну.

### Дивізія C
Клуб тричі виступав у Дивізії C (зараз — Ліга III). Вперше він туди потрапив у 1957 році, а вдруге — у 1960-х роках. Втретє й востаннє в Дивізії C «Глорія» виступала в сезоні 1974/75 років, після того як вилетіла з Дивізії B.

### Дивізія B
Вперше до Дивізії B (зараз — Ліга II) «Глорія» потрапила в 1958 році, лише через рік після свого виходу до Дивізії C. Вдруге до Дивізії B команда пробилася в 1970 році під керівництвом головного тренера Тіті, а потім після тріумфу в Дивізії C в сезоні 1974/75 років. Втретє в своїй історії «Глорія» повернулася до Дивізії B під керівництвом Георге Нецеску. Команда виступала в Дивізії B протягом 15 років, у період з 1975 по 1990 рік, в цей час в її складі виступали відомі футболісти: Данієль Іфтоді, Георге Хурлоі, Віктор Кіокан та інші.

### Вихід у Вищий дивізіон та виступи в єврокубках

«Глорія» (Бистриця) на «Артеміо Франкі» у 1996 році

Команда вперше вийшла до Дивізії A (зараз — Ліга I) у 1990 році на чолі з головним тренером Ремусом Владом, в якій клуб з Бистриці незмінно виступав до 2011 року. Також клуб підготував для румунського футболу таких відомих гравців як: Віорел Молдован, Гаврил Балінт, Лучіан Синмертян, Чіпріан Тетерушану, Емільян Долга, Крістіан Короян та інші. Після досить скромних результатів у дебютних для «Глорії» сезонах вищого дивізіону румунського чемпіонату клуб з Бистриці в 1993 році посів 5-те місце й кваліфікувався для участі в єврокубках, Кубку УЄФА. У двомачевому протистоянні з «Марибором» вдома румуни розпиали нульову нічию, а на виїзді поступилися з рахунком 0:2. У 1994 році «Глорія» стала володарем кубку Румунії, перемігши в фінальному поєдинку з рахунком 1:0 «Університатю» (Крайова). А після фінішу в національному чемпіонаті на 7-му місці «Глорія» кваліфікувалася для участі в кубку володарів кубків УЄФА. Проте й цього разу румунський клуб спіткала невдача, у кубку кубків їх суперниками став майбутній переможець кубку, якому «Глорія» в Бистриці поступився з рахунком 1:2, а на «Ромареді» — з рахунком 0:4. Після сезонної паузи, яка була пов'язана з тим, що «Глорія» в національному чемпіонаті посів 12-те місце, колектив з Бистриці повернувся до Кубку володарів кубків УЄФА. Це стало можливим після впевненої перемоги з рахунком 3:1 у фіналі кубку Румунії над бухарестським «Стяуа». У першому раунді кубку володарів кубків «Глорія» в Бистриці зіграла внічию (1:1) з італійським грандом, «Фіорентіною», проте в Флоренції поступилася з мінімальним рахунком, 0:1.
У 1997 році «Глорія» дебютувала в Кубку Інтертото. Команда виступала на груповому етапі, де посів 4-е місце в 10-й групі, програвши «Монпельє» (1:2), «Чукаричкам» (2:3) та «Гронінгену» (1:4) та перемігши «Спартак» з Варни (2:1). У 2000 році «Глорія» виграла Кубок ліги, перемігши в фіналі турніру «Бачау» в серії післяматчевих пенальті з рахунком 3:1 (основний та додатковий час завершився з раунком 2:2). Проте команда програла в кваліфікації другого раунду Кубку Інтертото фінському «Джазу» (0:1 — у фінляндії та перемога в Бистриці з рахунком 2:1). У 2002 році «Глорія» кваліфікувалася для участі в третьому раунді, після перемоги над «Уніоном» (Люксембург) (2:1 у Бистриці та 0:0 у Люксембурзі) та «Теуту» (3:0 у Бистриці та 1:0 в Албанії), але поступився французькому «Ліллю» (0:2 в першом та другому матчах). У 2003 році бистрицька команда фінішувала на 3-му місці в румунському чемпіонаті. Також кваліфікувався до другого раунду Кубку Інтертото після перемоги над «Бангор Сіті» (0:1 в Уельсі та 5:2 в Бистриці), але поступився «Брешії» (1:2 в Італії та 1:1 у Бистриці).
У 2005 році «Глорія» продемонструвала свій найкращий єврокубковий сезон: перемогли з рахунком 5:0 на виїзді «Олімпіакос» (Нікосія) (найбільша виїзна перемога клубу в єврокубках) та 11:0 в Бистриці (найбільша єврокубкова перемога в клубу). У 2007 році «Глорія» завершила на даний час свою єврокубкову історію виступами в Кубку Інтертото. У кваліфікації румунський клуб здолав ОФК (Грбаль) (2:1 в Бистриці та 1:1 у Чорногорії) та «Маккабі» (Хайфа) (перемога 2:0 в Бистриці, поразка в основний час і Ізраїлі з рахунком 0:2 та перемога в серії післяматчевих пенальті з рахунком 3:2), проте поступилися в боротьбі за Кубок мадридському «Атлетіко». Незважаючи на домашню перемогу з рахунком 2:1 та мінімальну поразку (0:1) у Мадриді й загальний рахунок у протистоянні 2:2, до наступного раунду вийшов саме іспанський клуб завдяки правилу м'яча, забитого на чужому полі. Після 2007 року задля збереження прописки в елітному дивізіоні румунського чемпіонату «Глорія» більше не виступала в єврокубках. У 2011 році клуб з Бистриці вилетів до Ліги II після того як не зміг пройти процедуру ліцензування на наступний сезон у вищому дивізіоні румунського чемпіонату.

### Неплатоспроможність
Тим часом фінансові труднощі клубу дедалі поглиблювалися. Проте «Глорія» опиралась цим проблемам своєю грою на футбольному полі, команда посіла друге місце в другому дивізіоні й тим самим під керівництвом Нікулае Мані здобула путівку до Ліги I. Тим не менше наступного ж сезону клуб з Бистриці продемонструвала свій найгірший сезон у вищому дивізіоні, фінішувавши 18-ю та знову вилетівши до другого дивізіону. Після повторного вильоту Маня залишив клуб та перейшов до «Корони» (Брашов), забравши з собою колишніх нападників «Глорії», Крістіана Корояна та Санду Негяна, на посади технічного директора та головного тренера відповідно, поставивши перед новим клубом завдання підвищитися в класі.
25 липня 2014 року через серйозні фінансові проблеми команда вилетіла до Ліги III, а також змінила свою назву з АКФ Глорія 1922 на «Глорія Прогресул» (Бистриця). Проте фінансові роблеми продовжували загострюватися, тому 3 серпня 2015 року клуб вилетів до Ліги IV, а також змінив свою назву з «Глорія Прогресул» (Бистриця) на АФ «Глорія» (Бистриця).

## Досягнення

### Чемпіонати
- Ліга I
  -  Бронзовий призер (1): 2002/03

- Ліга II
  -  Чемпіон (1): 1989/90
  -  Срібний призер (8): 1976/77, 1978/79, 1980/81, 1981/82, 1983/84, 1984/85, 1987/88, 2011/12

- Ліга III
  -  Чемпіон (3): 1957/58, 1969/70, 1974/75
  -  Срібний призер (1): 1964/65

- Ліга V (Бистриця-Ноуесад)
  -  Чемпіон (1): 2015/16

### Кубки
- Кубок Румунії
  -  Володар (1): 1993/94
  -  Фіналіст (1): 1995/96

- Кубок румунської ліги
  -  Володар (1): 2000

- Суперкубок Румунії
  -  Фіналіст (1): 1994

### Єврокубки
- Кубок Інтертото
  -  Фіналіст (1): 2007

## Статистика виступів

### У Лізі I
| Сезон   | Місце | Матчі       | М'ячі | Очки |  |
| ------- | ----- | ----------- | ----- | ---- |  |
| 1990/91 | 5     | 34 15-7-12  | 51-38 | 37   |  |
| 1991/92 | 11    | 34 13-7-14  | 44-40 | 33   |  |
| 1992/93 | 5     | 34 15-5-14  | 45-41 | 35   |  |
| 1993/94 | 7     | 34 16-3-15  | 47-43 | 35   |  |
| 1994/95 | 6     | 34 16-4-14  | 66-59 | 52   |  |
| 1995/96 | 11    | 34 14-3-17  | 41-38 | 45   |  |
| 1996/97 | 13    | 34 11-8-15  | 38-35 | 41   |  |
| 1997/98 | 11    | 34 13-5-16  | 57-63 | 44   |  |
| 1998/99 | 11    | 34 12-7-15  | 55-60 | 43   |  |
| 1999/00 | 6     | 34 17-2-15  | 54-49 | 53   |  |
| 2000/01 | 6     | 30 13-4-13  | 44-42 | 43   |  |
| 2001/02 | 9     | 30 13-2-15  | 29-41 | 41   |  |
| 2002/03 | 3     | 30 13-6-11  | 32-33 | 45   |  |
| 2003/04 | 12    | 30 9-8-13   | 36-48 | 35   |  |
| 2004/05 | 13    | 30 9-5-16   | 38-46 | 32   |  |
| 2005/06 | 11    | 30 11-6-13  | 27-34 | 39   |  |
| 2006/07 | 6     | 34 16-6-12  | 42-35 | 54   |  |
| 2007/08 | 14    | 34 10-7-17  | 30-56 | 37   |  |
| 2008/09 | 13    | 34 11-5-18  | 17-28 | 38   |  |
| 2009/10 | 11    | 34 10-11-13 | 35-46 | 41   |  |
| 2010/11 | 14    | 34 8-11-15  | 34-49 | 35   |  |

### Єврокубки
| Змагання                    | С  | Іг | В  | Н | П  | ЗМ | ПМ | ЗМ  |
| --------------------------- | -- | -- | -- | - | -- | -- | -- | --- |
| Кубок володарів кубків      | 2  | 6  | 3  | 1 | 2  | 7  | 9  | −2  |
| Ліга Європи УЄФА/Кубок УЄФА | 1  | 2  | 0  | 1 | 1  | 0  | 2  | −2  |
| Кубок Інтертото             | 7  | 28 | 11 | 4 | 13 | 46 | 33 | +13 |
| Загалом                     | 10 | 36 | 14 | 6 | 16 | 53 | 44 | + 9 |

#### Кубок володарів кубків
| Сезон   | Раунд                 | Країна  | Клуб          | Вдома | На виїзді | Загалом |
| ------- | --------------------- | ------- | ------------- | ----- | --------- | ------- |
| 1994–95 | Перший раунд          | Іспанія | Реал Сарагоса | 2 – 1 | 0 – 4     | 2 – 5   |
| 1996–97 | Кваліфікаційний раунд | Мальта  | «Валетта»     | 2 – 1 | 2 – 1     | 4 – 2   |
| 1996–97 | Перший раунд          | Італія  | «Фіорентіна»  | 1 – 1 | 0 – 1     | 1 – 2   |

#### Ліга Європа УЄФА/Кубок УЄФА
| Сезон   | Раунд        | Країна   | Клуб      | Вдома | На виїзді | Загалом |
| ------- | ------------ | -------- | --------- | ----- | --------- | ------- |
| 1993–94 | Перший раунд | Словенія | «Марибор» | 0 – 0 | 0 – 2     | 0 – 2   |

#### Кубок Інтертото
| Сезон | Раунд              | Країна     | Клуб                   | Домашня        | Виїзний | Загалом            |
| ----- | ------------------ | ---------- | ---------------------- | -------------- | ------- | ------------------ |
| 1997  | Груповий етап (10) | Франція    | «Монпельє»             | 1 – 2          |         | 4-те місце         |
| 1997  | Груповий етап (10) | Югославія  | Чукарички              |                | 2 – 3   | 4-те місце         |
| 1997  | Груповий етап (10) | Болгарія   | «Спартак» (Варна)      | 2 – 1          |         | 4-те місце         |
| 1997  | Груповий етап (10) | Нідерланди | «Гронінген»            |                | 1 – 4   | 4-те місце         |
| 2001  | Перший раунд       | Фінляндія  | «Джаз»                 | 2 – 1          | 0 – 1   | 2 – 2 (в.г.)       |
| 2002  | Перший раунд       | Люксембург | «Уніон» (Люксембург)   | 2 – 0          | 0 – 0   | 2 – 0              |
| 2002  | Другий раунд       | Албанія    | «Теута»                | 3 – 0          | 0 – 1   | 3 – 1              |
| 2002  | Третій раунд       | Франція    | «Лілль»                | 0 – 2          | 0 – 1   | 0 – 3              |
| 2003  | Перший раунд       | Уельс      | «Бангор Сіті»          | 5 – 2          | 1 – 0   | 6 – 2              |
| 2003  | Другий раунд       | Італія     | «Брешія»               | 1 – 1          | 1 – 2   | 2 – 3              |
| 2004  | Перший раунд       | Швейцарія  | «Тун»                  | 0 – 0          | 0 – 2   | 0 – 2              |
| 2005  | Перший раунд       | Кіпр       | «Олімпіакос» (Нікосія) | 11 – 0         | 5 – 0   | 16 – 0             |
| 2005  | Другий раунд       | Хорватія   | «Славен Белупо»        | 0 – 1          | 2 – 3   | 2 – 4              |
| 2007  | Перший раунд       | Чорногорія | «Грбаль»               | 2 – 1          | 1 – 1   | 3 – 2              |
| 2007  | Другий раунд       | Ізраїль    | «Маккабі» (Хайфа)      | (дод.ч.) 0 – 2 | 2 – 0   | 2 – 2 (3 – 2 пен.) |
| 2007  | Третій раунд       | Іспанія    | «Атлетіко» (Мадрид)    | 2 – 1          | 0 – 1   | 2 – 2 (в.г.)       |

## Рекорди клубу у Лізі I
Найтриваліша переможна серія
- 5 матчів, 10 червня — 19 серпня 1995 року;

Найтриваліша безпрограшна серія
- 7 матчів, 22 березня — 3 травня 1997 року;

Найбільші перемоги
- 5:0 над «Рапідом» (Бухарест), сезон 1990/91 років;
- 5:0 над «Їул Петрошани», сезон 1990/91 років;
- 5:0 над «Спортулом Студец», сезон 1994/94 років;
- 6:1 над «Марамуреш» (Бая-Маре), сезон 1994/95 років;
- 5:0 над «Оцелулом» (Галац), сезон 1996/97 років;
- 5:0 над «Їул Петрошани», сезон 1997/98 років;
- 5:0 над «Форестою» (Бистриця), сезон 1998/99 років;
- 6:1 над «Унирею» (Альба-Юліа), сезон 2004/05 років;
- 5:0 над «Політехнікою» (Ясси), сезон 2009/10 років;

Найбільші поразки
- 0:6 від «Прогресула» (Бухарест), сезон 1994/95 років;
- 0:6 від «УТА Араду», сезон 2002/03 років;
- 0:6 від «Брашова», сезон 2009/10 років;

Найбільша кількість зіграних матчів
- Віктор Кіокан — понад 600

Найбільша кількість забитих м'ячів
- Віктор Кіокан — 426

## Стадіон (Муніципаль Ян Пандуряну)

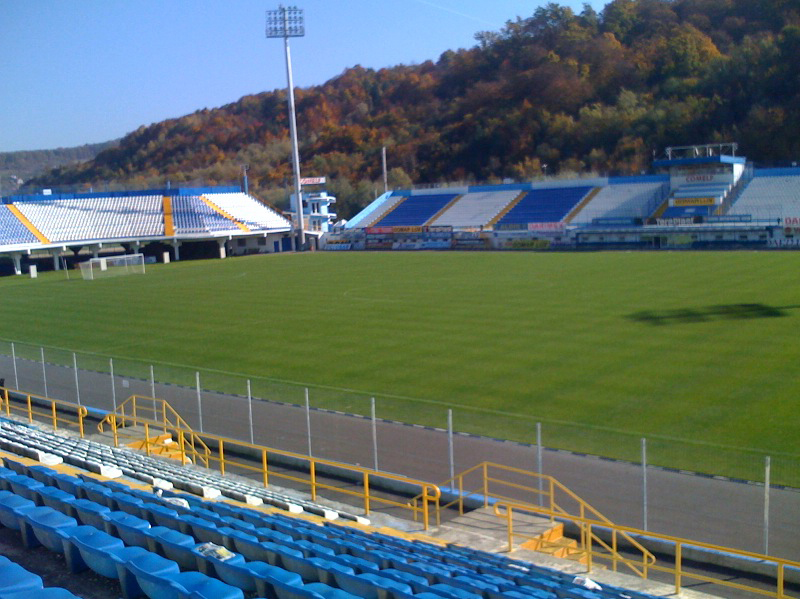

Стадіон було відкрито в 1930 році, а в 2008 році — модернізовано. До перейменування на честь найвидатнішої персони в історії клубу стадіон мав назву «Муніципаль Глорія». Місткість — 7 800 сидячих місць.

## Відомі гравці
До списку потрапили гравці, про яких є стаття в українській вікіпедії
- Маріан Аліуце
- Юліан Архіре
- Чіпріан Васілаке
- Йонел Ганя
- Ясмін Латовлевич
- Віорел Молдован
- Лучіан Синмертян
- Чіпріан Тетерушану
- Александру Тудосе
- Константін Шумахер
- Фуссені Бамба
- Саер Бауаб
- Вільфред Канон
- Арман Карамян
- Жуніор Мораес
- Лукаш Шукала

## Відомі тренери
Нижче наведено список тренерів, які працювали в клубі протягом останніх 20 років
- Ремус Влад (1990–92)
- Константін Карстя (1992–93)
- Ремус Влад (1994)
- Константін Карстя (1994–96)
- Ремус Влад (1996–97)
- Константін Карстя (1997–02)
- Ремус Влад (2002–04)
- Константін Карстя (2004–05)
- Іоан Сабау (липень 2005 – червень 2009)
- Санду Табарча (липень 2009 – жовтень 2009)
- Флорин Галагян (жовтень 2009)
- Маріан Паня (жовтень 2009 – грудень 2009)
- Маріус Шумудіка (січень 2010 – травень 2010)
- Лоренціу Регекампф (червень 2010 – жовтень 2010)
- Нікулае Маня (жовтень 2010 – червень 2013)
- Санду Негрян & Крістіан Короян (червень 2013 – червень 2014)
- Валер Сасарман & Дорел Зегрян (червень 2014 – серпень 2015)
- Георге Гурлой (серпень 2015 – теп. час)